# هالو شماره یک
هالو شماره یک (به هندی: Anari No.1) یا ساده‌لوح شماره یک فیلمی محصول سال ۱۹۹۹ و به کارگردانی کوکو کلهی است. در این فیلم بازیگرانی همچون گوویندا، راوینا تاندون، سیمران، قادرخان، آریونا ایرانی، جانی لور، هیمانی شیوپوری، پریم چوپرا، ساتیش شاه ایفای نقش کرده‌اند.